# Coupe du monde de baseball 1980
La Coupe du monde de baseball 1980 est la 26e édition de cette épreuve mettant aux prises les meilleures sélections nationales. La phase finale s'est tenue du 22 août au 5 septembre 1980 au Japon, premier pays asiatique organisateur de l'épreuve. 
L'équipe de Cuba a remporté son troisième trophée mondial consécutif et son seizième titre depuis la création de l'épreuve.

## Format du tournoi
Les douze équipes participantes jouent les unes contre les autres dans une poule unique. Si une équipe mène de plus de 10 points après le début de la 7e manche, le match est arrêté (mercy rule).

## Classement final
| Pl.                | Sélection    |
| ------------------ | ------------ |
| Médaille d'or      | Cuba         |
| Médaille d'argent  | Corée du Sud |
| Médaille de bronze | Japon        |
| 4                  | États-Unis   |
| 5                  | Canada       |
| 6                  | Italie       |
| 7                  | Venezuela    |
| 8                  | Porto Rico   |
| 9                  | Colombie     |
| 10                 | Australie    |
| 11                 | Mexique      |
| 12                 | Pays-Bas     |

## Résultats

### Tableau de résultats
| Cuba         | 8-0  | 10-8  | 3-1  | 25-0 | 23-1 | 11-3 | 10-2 | 15-1 | 5-4 | 1-0 | 9-3 |
| Corée du Sud | 11-6 | 11-2  | 13-0 | 6-1  | 8-3  | 4-3  | 11-6 | 12-2 | 3-4 | 6-4 | -   |
| Japon        | 4-0  | 12-2  | 7-3  | 8-5  | 12-1 | 5-0  | 8-6  | 6-4  | 9-5 | -   | -   |
| États-Unis   | 9-3  | 10-1  | 6-5  | 16-6 | 15-8 | 7-2  | 5-12 | 12-1 | -   | -   | -   |
| Canada       | 10-5 | 5-4   | 5-4  | 4-3  | 3-4  | 6-3  | 7-3  | -    | -   | -   | -   |
| Italie       | 10-4 | 9-0   | 2-5  | 4-9  | 16-1 | 6-3  | -    | -    | -   | -   | -   |
| Venezuela    | 4-3  | 15-12 | 0-4  | 8-1  | 8-3  | -    | -    | -    | -   | -   | -   |
| Porto Rico   | 5-9  | 7-6   | 8-5  | 11-4 | -    | -    | -    | -    | -   | -   | -   |
| Colombie     | 7-4  | 7-6   | 9-2  | -    | -    | -    | -    | -    | -   | -   | -   |
| Australie    | 5-2  | 10-9  | -    | -    | -    | -    | -    | -    | -   | -   | -   |
| Mexique      | 7-6  | -     | -    | -    | -    | -    | -    | -    | -   | -   | -   |

### Classement
| Pl. | Équipe       | J  | V  | D  | PM  | PC  | %     |
| --- | ------------ | -- | -- | -- | --- | --- | ----- |
| 1   | Cuba         | 11 | 11 | 0  | 120 | 23  | 1.000 |
| 2   | Corée du Sud | 11 | 9  | 2  | 88  | 40  | .818  |
| 3   | Japon        | 11 | 9  | 2  | 75  | 33  | .818  |
| 4   | États-Unis   | 11 | 8  | 3  | 93  | 55  | .727  |
| 5   | Canada       | 11 | 6  | 5  | 48  | 71  | .545  |
| 6   | Italie       | 11 | 5  | 6  | 76  | 63  | .455  |
| 7   | Venezuela    | 11 | 4  | 7  | 49  | 62  | .364  |
| 8   | Porto Rico   | 11 | 4  | 7  | 52  | 109 | .364  |
| 9   | Colombie     | 11 | 4  | 7  | 52  | 94  | .364  |
| 10  | Australie    | 11 | 4  | 7  | 44  | 64  | .364  |
| 11  | Mexique      | 11 | 1  | 10 | 57  | 102 | .091  |
| 12  | Pays-Bas     | 11 | 1  | 10 | 42  | 80  | .091  |

J : rencontres jouées, V : victoires, D : défaites, PM : points marqués, PC : points concédés, % : pourcentage de victoire.